# Campeonato Mundial de Patinação Artística no Gelo de 1973
O Campeonato Mundial de Patinação Artística no Gelo de 1973 foi a sexagésima terceira edição do Campeonato Mundial de Patinação Artística no Gelo, um evento anual de patinação artística no gelo organizado pela União Internacional de Patinação (em inglês:  International Skating Union) onde os patinadores artísticos competem pelo título de campeão mundial. A competição foi disputada entre os dias 26 de fevereiro e 3 de março, na cidade de Bratislava, Tchecoslováquia.

## Eventos
- Individual masculino
- Individual feminino
- Duplas
- Dança no gelo

## Medalhistas
| Evento                        | Ouro                                                      | Prata                                               | Bronze                                           |
| Individual masculino detalhes | Ondrej Nepela · Tchecoslováquia                           | Sergei Chetverukhin · União Soviética               | Jan Hoffmann · Alemanha Oriental                 |
| Individual feminino detalhes  | Karen Magnussen · Canadá                                  | Janet Lynn · Estados Unidos                         | Christine Errath · Alemanha Oriental             |
| Duplas detalhes               | Irina Rodnina · Alexander Zaitsev · União Soviética       | Liudmila Smirnova · Alexei Ulanov · União Soviética | Manuela Groß · Uwe Kagelmann · Alemanha Oriental |
| Dança no gelo detalhes        | Liudmila Pakhomova · Alexander Gorshkov · União Soviética | Angelika Buck · Erich Buck · Alemanha Ocidental     | Hilary Green · Glyn Watts · Reino Unido          |

## Resultados

### Individual masculino
| Pos.              | Nome                 | Nacionalidade      | Pontos |
| ----------------- | -------------------- | ------------------ | ------ |
| Medalha de ouro   | Ondrej Nepela        | Tchecoslováquia    | 10     |
| Medalha de prata  | Sergei Chetverukhin  | União Soviética    | 17     |
| Medalha de bronze | Jan Hoffmann         | Alemanha Oriental  | 35     |
| 4                 | John Curry           | Reino Unido        | 39     |
| 5                 | Toller Cranston      | Canadá             | 46     |
| 6                 | Yuri Ovchinnikov     | União Soviética    | 54     |
| 7                 | Gordon McKellen, Jr. | Estados Unidos     | 62     |
| 8                 | Ron Shaver           | Canadá             | 61     |
| 9                 | Jacques Mrozek       | França             | 91     |
| 10                | Zdeněk Pazdírek      | Tchecoslováquia    | 95     |
| 11                | Daniel Höner         | Suíça              | 97     |
| 12                | Robert Bradshaw      | Estados Unidos     | 103    |
| 13                | László Vajda         | Hungria            | 112    |
| 14                | Minoru Sano          | Japão              | 130    |
| 15                | Erich Reifschneider  | Alemanha Ocidental | 144    |
| 16                | Igor Lisovski        | União Soviética    | 147    |
| 17                | Bernd Wunderlich     | Alemanha Oriental  | 148    |
| 18                | Miroslav Soska       | Tchecoslováquia    | 151    |
| 19                | Robert Rubens        | Canadá             | 168    |
| 20                | Gunther Hilgarth     | Áustria            | 187    |
| 21                | Jacek Tascher        | Polônia            | 191    |
| 22                | Rolando Bragaglia    | Itália             | 193    |
| 23                | Ghorghe Fazekas      | Romênia            | 205    |
| 24                | Silvo Svajger        | Iugoslávia         | 214    |

### Individual feminino
| Pos.              | Nome                | Nacionalidade      | Pontos |
| ----------------- | ------------------- | ------------------ | ------ |
| Medalha de ouro   | Karen Magnussen     | Canadá             | 9      |
| Medalha de prata  | Janet Lynn          | Estados Unidos     | 18     |
| Medalha de bronze | Christine Errath    | Alemanha Oriental  | 31     |
| 4                 | Dorothy Hamill      | Estados Unidos     | 35     |
| 5                 | Jean Scott          | Reino Unido        | 47     |
| 6                 | Karin Iten          | Suíça              | 60     |
| 7                 | Liana Drahová       | Tchecoslováquia    | 69     |
| 8                 | Sonja Morgenstern   | Alemanha Oriental  | 76     |
| 9                 | Juli McKinstry      | Estados Unidos     | 91     |
| 10                | Lynn Nightingale    | Canadá             | 78     |
| 11                | Maria McLean        | Reino Unido        | 96     |
| 12                | Cathy Lee Irwin     | Canadá             | 108    |
| 13                | Gerti Schanderl     | Alemanha Ocidental | 114    |
| 14                | Anett Pötzsch       | Alemanha Oriental  | 125    |
| 15                | Dianne de Leeuw     | Países Baixos      | 123    |
| 16                | Marina Sanaya       | União Soviética    | 149    |
| 17                | Emi Watanabe        | Japão              | 154    |
| 18                | Marie-Claude Bierre | França             | 171    |
| 19                | Cinzia Frosio       | Itália             | 175    |
| 20                | Lise-Lotte Öberg    | Suécia             | 177    |
| 21                | Sharon Burley       | Austrália          | 178    |
| 22                | Hannele Koskinen    | Finlândia          | 204    |
| 23                | Grażyna Dudek       | Polônia            | 201    |
| 24                | Helena Gazvoda      | Iugoslávia         | 220    |
| 25                | Myung Su Chang      | Coreia do Sul      | 227    |
| 26                | Bente Tverran       | Noruega            | 235    |
| 27                | Ágnes Erös          | Hungria            | 231    |

### Duplas
| Pos.              | Nome                              | Nacionalidade      | Pontos |
| ----------------- | --------------------------------- | ------------------ | ------ |
| Medalha de ouro   | Irina Rodnina / Alexander Zaitsev | União Soviética    | 9      |
| Medalha de prata  | Liudmila Smirnova / Alexei Ulanov | União Soviética    | 18     |
| Medalha de bronze | Manuela Groß / Uwe Kagelmann      | Alemanha Oriental  | 29     |
| 4                 | Almut Lehmann / Herbert Wiesinger | Alemanha Ocidental | 43     |
| 5                 | Romy Kermer / Rolf Österreich     | Alemanha Oriental  | 46     |
| 6                 | Sandra Bezic / Val Bezic          | Canadá             | 51     |
| 7                 | Irina Cherniaeva / Vasili Blagov  | União Soviética    | 56     |
| 8                 | Melissa Militano / Mark Militano  | Estados Unidos     | 73     |
| 9                 | Marian Murray / Glenn Moore       | Canadá             | 80     |
| 10                | Karin Künzle / Christian Künzle   | Suíça              | 92     |
| 11                | Ilona Urbanová / Alex Zach        | Tchecoslováquia    | 106    |
| 12                | Corinna Halke / Eberhard Rausch   | Alemanha Ocidental | 108    |
| 13                | Gale Fuhrman / Joel Fuhrman       | Estados Unidos     | 121    |
| 14                | Florence Cahn / Jean-Roland Racle | França             | 120    |
| 15                | Ursula Nemec / Michael Nemec      | Áustria            | 137    |
| 16                | Teresa Skrzek / Piotr Sczypa      | Polônia            | 135    |

### Dança no gelo
| Pos.              | Nome                                    | Nacionalidade      | Pontos |
| ----------------- | --------------------------------------- | ------------------ | ------ |
| Medalha de ouro   | Liudmila Pakhomova / Alexander Gorshkov | União Soviética    | 9      |
| Medalha de prata  | Angelika Buck / Erich Buck              | Alemanha Ocidental | 18     |
| Medalha de bronze | Hilary Green / Glyn Watts               | Reino Unido        | 29     |
| 4                 | Janet Sawbridge / Peter Dalby           | Reino Unido        | 38     |
| 5                 | Tatiana Voitiuk / Viacheslav Zhigalin   | União Soviética    | 43     |
| 6                 | Mary Karen Campbell / Johnny Johns      | Estados Unidos     | 60     |
| 7                 | Irina Moiseeva / Andrei Minenkov        | União Soviética    | 63.5   |
| 8                 | Diana Skotnická / Martin Skotnický      | Tchecoslováquia    | 72.5   |
| 9                 | Louise Soper / Barry Soper              | Canadá             | 73     |
| 10                | Anne Millier / Harvey Millier III       | Estados Unidos     | 93     |
| 11                | Matilde Ciccia / Lamberto Ceserani      | Itália             | 100    |
| 12                | Rodalind Druce / David Baker            | Reino Unido        | 107    |
| 13                | Krisztina Regőczy / András Sallay       | Hungria            | 115    |
| 14                | Halina Gordon / Wojciech Bankowski      | Polônia            | 130    |
| 15                | Barbara Berezowski / David Porter       | Canadá             | 131    |
| 16                | Anne-Claude Wolfers / Roland Mars       | França             | 146    |
| 17                | Christina Henke / Udo Dönsdorf          | Alemanha Ocidental | 151    |
| 18                | Brigitte Scheijbal / Walter Leschetizky | Áustria            | 160    |

## Quadro de medalhas
| Ordem | País               | Medalha de ouro | Medalha de prata | Medalha de bronze |    | Ordem por total |
| ----- | ------------------ | --------------- | ---------------- | ----------------- | -- | --------------- |
| 1     | União Soviética    | 2               | 2                |                   | 4  | 1               |
| 2     | Canadá             | 1               |                  |                   | 1  | 3               |
| 2     | Tchecoslováquia    | 1               |                  |                   | 1  | 3               |
| 4     | Alemanha Ocidental |                 | 1                |                   | 1  | 3               |
| 4     | Estados Unidos     |                 | 1                |                   | 1  | 3               |
| 6     | Alemanha Oriental  |                 |                  | 3                 | 3  | 2               |
| 7     | Reino Unido        |                 |                  | 1                 | 1  | 3               |
| TOTAL | TOTAL              | 4               | 4                | 4                 | 12 | —               |